# Harvestella
Harvestella (stilizzato HARVESTELLA) è un videogioco di ruolo del 2022 pubblicato da Square Enix per Nintendo Switch e Microsoft Windows.

## Modalità di gioco
Harvestella combina il genere dei videogiochi di simulazione come Stardew Valley, Harvest Moon e Rune Factory con elementi action RPG.

## Sviluppo
Harvestella è stato annunciato nel giugno 2022. Ad agosto Nintendo ha presentato il gioco nel corso dell'evento Nintendo Treehouse insieme a Splatoon 3. A settembre è stata distribuita una demo per Nintendo Switch.

## Accoglienza
Secondo la rivista Famitsū nella prima settimana di lancio in Giappone Harvestella ha venduto 26 644 copie per Nintendo Switch.